# Oxya ogasawaraensis
Oxya ogasawaraensis är en insektsart som beskrevs av Ichikawa 2001. Oxya ogasawaraensis ingår i släktet Oxya och familjen gräshoppor. Inga underarter finns listade i Catalogue of Life.